# Jeżoskórka czerwonawa
Jeżoskórka czerwonawa, czubajeczka jeżowata (Echinoderma rubellum (Bres.) Migl.) – gatunek grzybów z rodziny pieczarkowatych (Agaricaceae).

## Systematyka i nazewnictwo
Pozycja w klasyfikacji według Index Fungorum: Echinoderma, Agaricaceae, Agaricales, Agaricomycetidae, Agaricomycetes, Agaricomycotina, Basidiomycota, Fungi.
Po raz pierwszy opisał go w 1889 r. Giacomo Bresàdola, nadając mu nazwę Lepiota rubella. W 1991 r. Vincenzo Migliozzi przeniósł go do rodzaju Echinoderma. Polską nazwę nadała w 2021 r. Komisja ds. Polskiego Nazewnictwa Grzybów Polskiego Towarzystwa Mykologicznego.

## Występowanie i siedlisko
Podano stanowiska w niektórych krajach Europy. W Polsce po raz pierwszy stanowiska tego gatunku podali Gierczyk, Szczepkowski i inni w 2021 i 2022 r.
Naziemny saprotrof.